# Károly Palotai

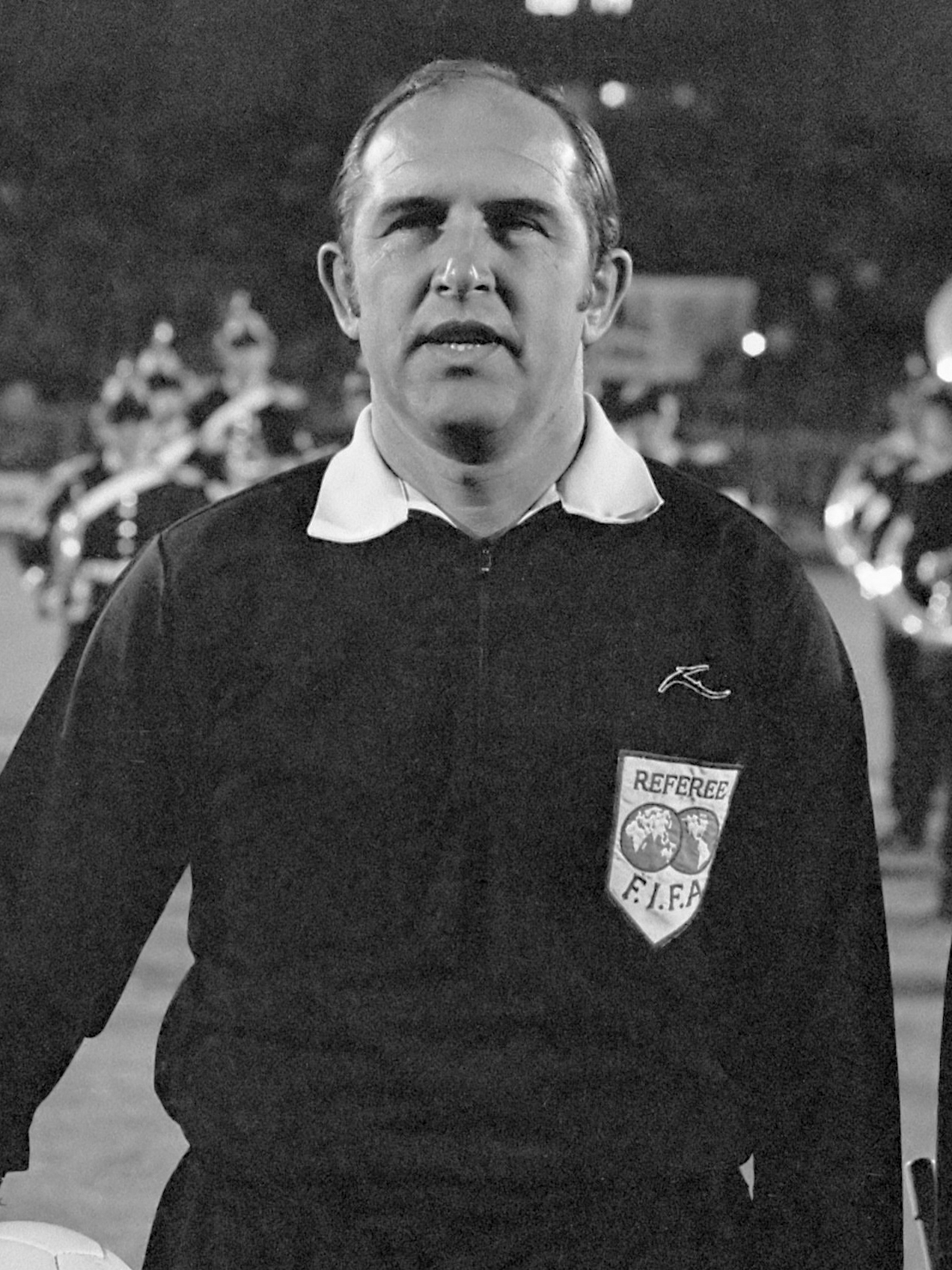
Aufnahme von 1975

Károly Palotai (* 11. September 1935 in Békéscsaba; † 3. Februar 2018 in Győr) war ein ungarischer Fußballspieler und -schiedsrichter.
Er spielte selbst erfolgreich Fußball beim ungarischen Erstligaverein Győri ETO FC und gewann mit der Nationalmannschaft die Goldmedaille bei den Olympischen Sommerspielen 1964 in Tokio. Weltbekannt wurde er aber als einer der herausragenden Schiedsrichter der 1970er und 1980er Jahre.
Neben zahlreichen nationalen Spielen leitete er auch eine Vielzahl von Partien auf internationaler Ebene. Höhepunkte waren die drei Teilnahmen bei den Fußball-Weltmeisterschaften 1974, 1978 und 1982 sowie der Fußball-Europameisterschaft 1980 und den Olympischen Spielen 1976 in Montreal. Zudem leitete er auch die Finales im Europapokal der Landesmeister 1976 zwischen dem FC Bayern München und AS Saint-Étienne, und 1981 zwischen Real Madrid und dem FC Liverpool, das Finale im Europapokal der Pokalsieger zwischen FC Barcelona und Fortuna Düsseldorf 1979, sowie das Hinspiel des Finales im UEFA-Pokal 1974/75 zwischen Borussia Mönchengladbach und dem FC Twente Enschede.

## Statistische Übersicht

### Spielerlaufbahn
Vereine
- 1953–1955: Békéscsabai Előre
- 1955–1956: Győri Vasas ETO
- 1957–1958: Freiburger FC
- 1959–1967: Győri Vasas ETO

Erfolge
- Olympische Spiele: Goldmedaille 1964
- Ungarische Meisterschaft: 1963
- Ungarischer Pokal: 1965, 1966, 1967

## Ehrungen und Auszeichnungen
- Ehrenbürger von Győr (2012)[1]